# Tom Clancy's Splinter Cell
Tom Clancy's Splinter Cell је серија стелт акционо-авантуристичких видео игара, од којих је прва објављена 2002. године, и њихових везаних романа које је одобрио Том Кленси. Серија прати Сема Фишера, високо обученог агента измишљеног пододељења за црне операције у оквиру НСА, названог „Трећи ешалон“, док савладава своје противнике. Нивои су креирани помоћу Unreal Engine-а и наглашавају светлост и таму као елементе игре. Серија је позитивно примљена и некада се сматрала једном од водећих Убисофтових франшиза. Серија је продата у 19 милиона јединица до 2008. године. Од 2013. године није пуштена ниједна друга игра. Римејк прве игре најављен је у децембру 2021. године.

## Игрице

### Tom Clancy's Splinter Cell(2002)
Tom Clancy's Splinter Cell је развијен у периоду од две године и развио га је Убисофт Монтреал уз оригинално издавање од стране  Microsoft Game Studios за Xbox као ексклузивни наслов. Касније 2003. Убисофт је пренео игру на Microsoft Windows, Mac, PlayStation 2, GameCube, и Game Boy Advance. Инспирисан Metal Gear серијом, користи Unreal Engine 2 који је модификован да омогући играње засновано на светлу и тами.

### Tom Clancy's Splinter Cell: Pandora Tomorrow(2004)
Pandora Tomorrow су развили Убисофт Шангај и Убисофт Милан и увели су игру за више играча у серију. У режиму за једног играча, АИ се прилагођава нивоу вештине играча. За разлику од других игара у серији, које углавном нагињу претњама заснованим на информацијама, радња Pandora Tomorrow фокусира се на биолошки рат, у којем индонежанска терористичка група прети да зарази људе вирусом малих богиња. Фишеру су дате и нове способности попут СВАТ окретања и звиждука како би привукао пажњу непријатеља.

### Tom Clancy's Splinter Cell: Chaos Theory(2005)
Убисофт Монтреал и Убисофт Милан поново су били одговорни за трећу игру у низу, Chaos Theory. Овој игрици додат је кооперативни режим за више играча. Првобитно је најављено да ће бити објављена у јесен 2004. али су њена почетна издања објављена крајем марта 2005. Unreal Engine је у великој мери модификован, овог пута од верзије 2.5. Игра укључује низ нових функција, укључујући додавање борбеног ножа у инвентар играча. Мапе су такође отвореније са више начина за постизање крајњег циља.

### Tom Clancy's Splinter Cell: Essentials(2006)
Essentials проширује  Splinter Cell серију на ПСП платформу. Кроз серију флешбек мисија, играч сазнаје више о Фишеровој прошлости. Игра је била мање позитивно примљена од критичара од претходних серија, са критикама усмереним на контролну механику и режим за више играча.

### Tom Clancy's Splinter Cell: Double Agent(2006)
За четврту игрицу серије, Double Agent, креиране су две одвојене верзије, једна за конзоле шесте генерације и Вии, а друга за Xbox 360, Microsoft Windows, и PlayStation 3. Double Agent има „систем поверења“ то поставља играча пред моралне дилеме. То је прва игра у серији са подручјем налик чворишту, где Сем може да истражује и извршава циљеве између мисија. Ово је такође једина игра у серији која има различите завршетке на основу одлука играча, али се само један завршетак сматра каноном.

### Tom Clancy's Splinter Cell: Conviction(2010)
Conviction је званично објављена 23. маја 2007, када је Убисофт објавио трејлер за игру. Игра је требало да буде објављена 16. новембра 2007. године. Међутим, игра је пропустила свој почетни датум лансирања, а 19. маја 2008. објављено је да је Conviction „званично на чекању“ и да је игра враћена „назад на таблу за цртање“. Убисофт је објавио да је игра враћена на фискалну годину 2009–10. На Е3 2009, програмери су потврдили да је „нови“ Conviction био у развоју од почетка 2008. године, коментаришући да је „гејмплеј много еволуирао“ и „визуелни правац је једноставно много бољи“. Датум изласка игре је померен неколико пута. Дана 18. марта 2010. демо је објављен за  Xbox 360. Убисофт је желео да пету игру учини приступачнијом, па је Conviction дизајниран око нових основних елемената „Mark and Execute“ и „Last Known Position“, док су скривени елементи присутни у претходним играма изостављени, као што је могућност звиждаљка, брава и скривање тела. Conviction користи систем покрића и додаје једноставне секвенце испитивања у серију.

### Tom Clancy's Splinter Cell: Blacklist(2013)
Blacklist је шеста игра у серији, коју је развио Убисофт Торонто и објављена је 20. августа 2013. Blacklist се може похвалити новим функцијама које комбинују игривост из Chaos Theory и Conviction. Ветерана серије Мајкла Ајронсајда у улози Сема Фишера заменио је глумац Ерик Џонсон. У игрици, Фишер је постављен за команданта новог „Четвртог ешелона“, тајне јединице која одговара искључиво председнику Сједињених Држава. Она је негирала постојање агенције, а Четврти ешалон ради на заустављању нове терористичке завере, познате као „Црна листа“. Четврти ешалон такође има секундарни циљ да заустави све операције у којима Трећи ешалон још увек ради. Карактеристике које се враћају укључују покретни „Mark and Execute“, Фишерове карактеристичне наочаре и нови нож, Карамбит.

### Будућност
На Е3 2017 у вези са Splinter Cell-ом, извршни директор Убисофта Ив Гијемо је изјавио: „Не могу много да кажем о томе. Али, сигурно, све Кланси игре су збринуте. Само имамо доста тога на нашем тањиру у овом тренутку ... Кланси игре заиста стижу, тако да не заборављамо Splinter Cell."  Касније у објави на Редиту Ask Me Anything изјавио: "Немамо ништа конкретно да поделимо на тренутно, али тимови раде на различитим стварима, па останите са нама за више."
У мају 2019, Џулијан Герити, креативни директор Убисофта, објавио је на својој страници на друштвеним медијима да је игра тренутно у развоју. У својој изјави, он је рекао да је радио на игри са креативним директором Убисофт Монтреала, Романом Кампос-Ориолом и извршним продуцентом Деном Хејем. Међутим, Убисофт је касније то оспорио.
Дана 16. септембра 2020. је објављено да верзија серије виртуелне реалности долази ексклузивно на Oculus VR платформу, заједно са игром Assassin's Creed. Њих ће развити Red Storm Entertainment. 21. јула 2022. игра VR Splinter Cell је отказана.

У децембру 2021. Убисофт је открио да развијају римејк прве игре. У октобру 2022. Дејвид Гривел, директор игре, напустио је Убисофт.
| 2002 | Tom Clancy's Splinter Cell                   |
| 2003 |                                              |
| 2004 | Tom Clancy's Splinter Cell: Pandora Tomorrow |
| 2005 | Tom Clancy's Splinter Cell: Chaos Theory     |
| 2006 | Tom Clancy's Splinter Cell: Double Agent     |
| 2006 | Tom Clancy's Splinter Cell: Essentials       |
| 2007 |                                              |
| 2008 |                                              |
| 2009 |                                              |
| 2010 | Tom Clancy's Splinter Cell: Conviction       |
| 2011 |                                              |
| 2012 |                                              |
| 2013 | Tom Clancy's Splinter Cell: Blacklist        |